# Elana Meyer
Elana Meyer (Sudáfrica, 10 de octubre de 1966) es una atleta sudafricana retirada, especializada en la prueba de 10000 m en la que llegó a ser subcampeona olímpica en 1992.

## Carrera deportiva
En los JJ. OO. de Barcelona 1992 ganó la medalla de plata en los 10000 metros, con un tiempo de 31:11.75 segundos, llegando a meta tras la etíope Derartu Tulu y por delante de estadounidense Lynn Jennings.